# Барману
Барману  e двуного приличащо на примат същество, живеещо в планинските региони на Афганистан и Пакистан. То е наблюдавано основно от пастири, ходещи със своите стада в планинските региони да търсят пасища. Първите записани наблюдения са от 1987, но има и стари легенди за „Дивия човек“
Името му Барману (Barmanou или Bar-Manus) идва от Санскрит и означава „Човекът от гората“ или „Човекът от планината“.

## Теории
Криптозоолозите след обстойни изследвания са установили че Барману живее на средата между районите в които са наблюдавани Алмас и Йети, което ги навежда на мисълта че тези три вида криптиди може да са родствено свързани и да са липсващото звено в еволюцията.
Друга теория е, че това е Алмас, но носещ друго име.

## Наблюдения
Много от местните разказват, че го виждали почти винаги, като отидат в планината. Той бил с човешки вид, но по-космат и мръсен, като носел кожи по себе си и използвал различни сечива за лов на дребни животни (зайци, лисици и др.).
Някои разказват че се опитвал да отвлича жени от селото и да се чифтосва с тях.